# Lotnisko Finow
Lotnisko Finow – lotnisko położone w Finow, 8 kilometrów na zachód od Eberswalde, w Brandenburgii, w Niemczech.